# Гавро Вуковић
Гавро Вуковић (Лијева Ријека, 1852 — 29. јул 1928) био је први дипломирани правник из Црне Горе и дугогодишњи министар иностраних дела Књажевине Црне Горе од 1890. до краја 1905. године.

## Биографија
Гавро Вуковић је био син црногорског сенатора и војводе брђанског племена Васојевићи, Миљана Вукова. Његов брат је био Тодор Вуковић. Лазар Томановић је о Гавру записао да му је он рекао како је Петар Вукотић књаза Николу наговарао да умјесто њега (који је Васојевић) узме у службу Лазара Томановића, који је поријеклом с Чева, а био је Србин-Приморац из Лепетана. Био је ожењен сестричином црногорске књегиње.
Гимназију и права на Великој школи је завршио у Београду. Био је у младости слободоуман, мислио и писао у духу Светозара Марковића. Добио је током студија академијину награду. По повратку из Србије у Црну Гору се отресао нових мисли и постао судија Високог суда. Био је човек од поверења књаза Николе, и министар спољних послова 17 година. Заменио је у том звању покојног војводу Станка Радонића. Од 1906. до 1908. био је предсједник Државног савета. На овој дужности је пензионисан. Два пута је биран за народног посланика и то 1906. и 1914. године. У Краљевини СХС политички је ангажован као један од првака Црногорске федералистичке странке. Вратио се 1917. године из интернације. Објавио је 1941. године своје мемоаре.